# White Fang
White Fang (Caninos Brancos no Brasil e Colmilhos brancos em Portugal), é um livro do escritor norte-americano Jack London, publicado em 1910. A história segue a mesma linha de seu livro anterior, The Call of the Wild (O Grito da Floresta ou Chamado Selvagem no Brasil) que tratava de um cão doméstico transformando-se num lobo selvagem no Alasca. 
White Fang toma o caminho contrário: aqui é mostrada a jornada de um lobo, desde o nascimento e passando por inúmeros donos, até ser domesticado e civilizado. Assim como em seu primeiro livro, a história lida com diversos temas complexos sobre como um animal vê o mundo, e como eles vêem o homem, já que oitenta por cento da história é contada do ponto de vista dos cães. White Fang retrata também a corrida do ouro que aconteceu no Alasca, mais intensivamente no norte, ao final do século XIX.
Caninos Brancos (White Fang) é o bisneto de Buck, o cachorro personagem principal do livro The Call of the Wild (O Grito da Selva), porém podendo ser interpretado como uma reencarnação deste último, já que termina sua história no lugar exato onde a história de Buck começou.
Parte lobo, parte cão, Caninos Brancos é vendido por seu dono índio ao perverso Beleza Smith. Sofrendo mil tormentos, o animal aprende que para sobreviver é preciso adaptar-se sempre e sempre. Nesta aventura clássica, Jack London mais uma vez traça um empolgante paralelo entre bicho e homem, natureza e civilização.